# رايمو دي فريس
رايمو دي فريس (بالهولندية: Raimo de Vries)‏ هو لاعب كرة قدم هولندي في مركز الوسط، ولد في 10 يونيو 1969 في دن هيلدر في هولندا. لعب مع كولورادو رابيدز.

## وصلات خارجية
- رايمو دي فريس على موقع الدوري الأمريكي (الإنجليزية)
- رايمو دي فريس على موقع قاعدة بيانات كرة القدم.إي يو (الإنجليزية)
- رايمو دي فريس على موقع Soccerway.com (الإنجليزية)
- رايمو دي فريس على موقع عالم كرة القدم.نت (الإنجليزية)